# Allan Alcorn
Pour les articles homonymes, voir Alcorn.
Allan Alcorn (né le 1er janvier 1948 à San Francisco) est un ingénieur et scientifique américain. Il était aux côtés de Nolan Bushnell à la naissance de la société Atari. C'est un des concepteurs du jeu vidéo Pong. C'est lui qui a recruté Steve Jobs pour son premier poste chez Atari.

## Biographie
Né à San Francisco en 1948, il étudie à l'Université de Berkeley dont il sort diplômé en 1971. 
Il commence sa carrière dans la société Ampex où il fait la connaissance de Nolan Bushnell. Bushnell part de chez Ampex pour se lancer dans le jeu vidéo avec Computer Space, qui sera un échec commercial. Quelques mois plus tard, il fonde Syzygy avec Ted Dabney (qui deviendra Atari) et débauche Alcorn. Bushnell donne alors comme premier exercice le principe de Pong, que Alcorn réalisera seul en trois mois, en 1972,. Il est par la suite impliqué dans d'autres projets d'Atari, dont le lancement de l'Atari 2600, avant de quitter l'entreprise en 1981. 
Après avoir été consultant pour plusieurs entreprises californiennes, il fonde en 1998 la société Zowie Entertainment, spécialisée dans le jeu pour enfants, rachetée en 2000 par Lego.

## Au cinéma
Son rôle est joué par David Denman dans le film Jobs de Joshua Michael Stern sorti en 2013.